# 乃木坂シネマズ〜STORY of 46〜
『乃木坂シネマズ〜STORY of 46〜』（のぎざかシネマズ ストーリーオブフォーティシックス）は、2019年12月25日から2020年2月26日にかけて毎週水曜0時にFODで配信されていた日本のインターネットテレビドラマ。
乃木坂46の人気メンバー10人が各1話ずつ主演を務めるオムニバスドラマ。アクション、SF、恋愛、コメディー、ファンタジーから本格的な人間ドラマまで様々なジャンルに挑戦する。監督は10人の若手クリエイターが1話ずつ担当した。
地上波では2020年1月22日から3月25日まで毎週水曜1時25分からフジテレビで放送された。2020年6月9日から6月30日までブレイクマンデー24枠（火曜0時25分 - 0時55分）で特別編が放送された。

## 放送日程
| 話 | 配信日         | 地上波放送日  | タイトル                     | 主演       | 助演 | 監督・脚本     |
| -- | -------------- | ------------- | ---------------------------- | ---------- | --- | -------------- |
| 1  | 2019年12月25日 | 2020年1月22日 | 鳥,貴族                      | 齋藤飛鳥   | 栗原類、吉村界人、やべきょうすけ | 柳沢翔         |
| 2  | 2020年1月1日   | 1月29日       | Perfect I / パーフェクトアイ | 秋元真夏   | 田中俊介、森田想、小西貴大、 真魚、比嘉梨乃、大河内奏至、 山本篤士、マシュー・チョジック、碓井伸一                                                                                          | 松本優作       |
| 3  | 1月8日         | 2月5日        | 超魔空騎士アルカディアス     | 松村沙友理 | 大友律、森下能幸、青山めぐ、篠原トオル、 善積元、直川隆久、中村悠一 | 藤井亮         |
| 4  | 1月15日        | 2月12日       | 民主主義定食屋               | 山下美月   | 岡嶋秀昭、柿丸美智恵、猪塚健太、 政岡泰志、きづき、本折最強さとし、 シュンヘデス、荒井天吾、川村瑠泉、川北れん                                                                              | 宮部一通       |
| 5  | 1月22日        | 2月19日       | 結道                         | 北野日奈子 | 見上愛、窪田彩乃、大谷凜香、 都丸紗也華、尾形璃子、西田奈未、 髙瀬岬、醍醐虎汰朗、ミネオショウ、 五頭岳夫、柴田紗帆、佐々木彩、 ふるごおり雅浩、安村のりひさ、垂水文音、 工藤莉奈、内藤心希 | 小山巧         |
| 6  | 1月29日        | 2月26日       | 納品ウォーズ                 | 堀未央奈   | 高杉亘、西山由希宏、原田新平、菜葉菜、 佐野瑞稀、平家和典、三元雅芸 | 曽根隼人       |
| 7  | 2月5日         | 3月4日        | 嗚呼! 素晴らしきチビ色の人生 | 与田祐希   | 小貫莉奈、鈴木聡一郎、中村祐太郎、 アベラヒデノブ、中村芹奈、小沢まゆ、 鈴木理学、きいた | アベラヒデノブ |
| 8  | 2月12日        | 3月11日       | ツダモモエ                   | 生田絵梨花 | 前原瑞樹、岩谷健司、岩井七世 | 山岸聖太       |
| 9  | 2月19日        | 3月18日       | 脆弱性                       | 久保史緒里 | 森岡龍、岡部たかし、堀内敬子 | 谷川英司       |
| 10 | 2月26日        | 3月25日       | 街の子ら                     | 白石麻衣   | 渡辺真起子、庄司英 | 山田智和       |

## スタッフ
- 企画・プロデュース - 清水一幸
- 主題歌 -  Thinking Dogs「光」（ソニー・ミュージックレコーズ）
- 制作協力 - 4th FILM
- 企画制作 - フジテレビ
- 制作著作  - 『乃木坂シネマズ～STORY of 46～』製作委員会